# Brownsville (Tennessee)
Brownsville – miasto w Stanach Zjednoczonych, w stanie Tennessee, w hrabstwie Haywood.
W Brownsville urodziła się amerykańska wokalistka Tina Turner (1939–2023).